# 颱風戰鬥機
颱風戰鬥機，又称歐洲戰鬥機“颱風”（英語：Eurofighter Typhoon；曾用编号：EF-2000）是一款雙發動機中型多用途戰機，采用鴨式三角翼設計。參與研发與生產的歐洲戰鬥機公司（Eurofighter GmbH）由數家歐洲航空公司於1986年組成，相關的研發計畫則在更早的1979年時就已展開。
颱風戰鬥機已经投入量产，并且首先在意大利空军和西班牙空军形成战斗力。英国和德国也在2006年宣布将颱風投入使用。奧地利订购了15架颱風，沙烏地阿拉伯在2006年8月18日签订合約，订购了72架，亦是英沙兩國間「鴿子軍購案」中的第三筆軍售。
颱風戰鬥機计划除了具有军事意义外，还具有重要的政治意义。这是第一次由两个以上国家组成的集团在研发阶段就开始整合资源，进行一个武器项目。这一计划为后来欧洲一体化的进程带来了象征性的推动作用。

## 發展

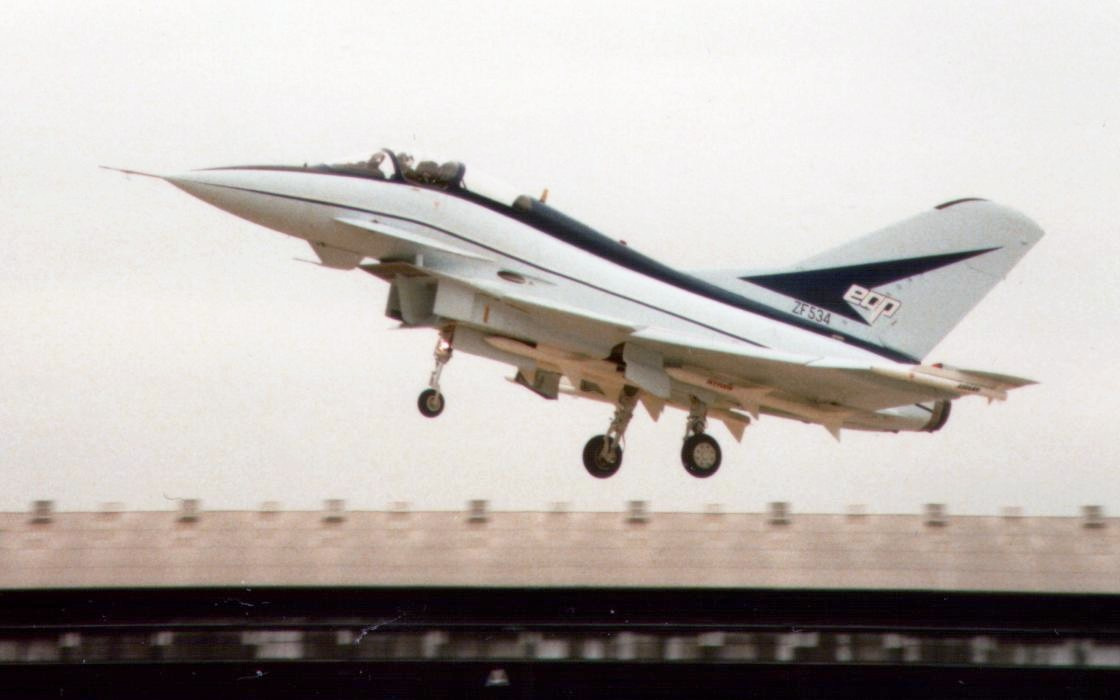
颱風戰鬥機概念起源於英國航太的英國航太實驗機計畫（EAP：Experimental Aircraft Programme）。圖為EAP於1986年英國范堡罗航展。

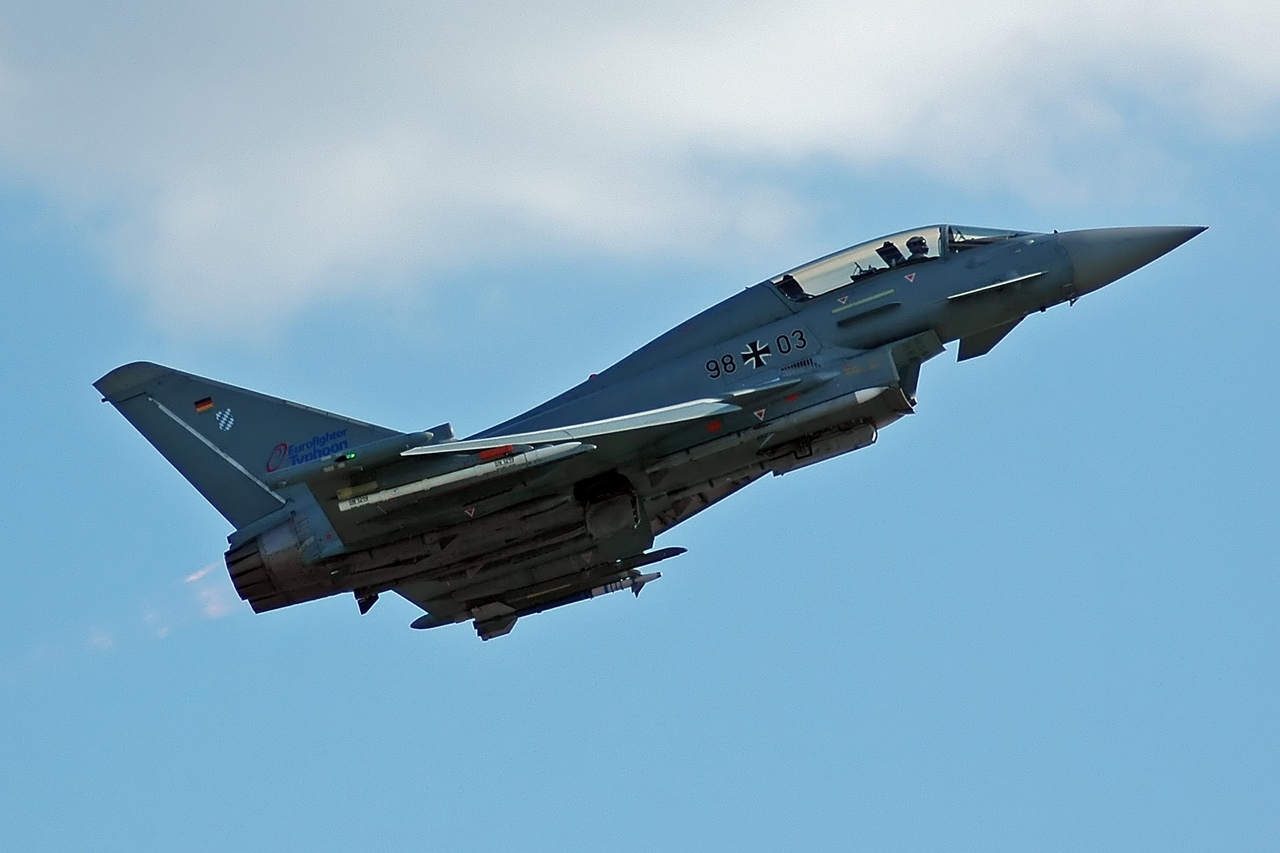
一架雙座的颱風研發版（DA4）

早在1971年英国就明确了对于新式战斗机的要求。1979年，西德对于新式战斗机的要求则导致了MBB JF90 (TKF-90)概念机的开发。
到了1979年，英國航太和Messerschmitt-Bölkow-Blohm公司向他们各自的政府提交了ECF（欧洲联合战斗机）的正式提案。在1979年10月，法國達梭加入了ECF小组，到此階段這是第一次「歐洲戰鬥機」這名稱被用於稱呼此案的戰鬥機，不同國繼續開發自己的原型機，法國稱為ACX、英國稱為P.110和P.106、西德稱為TKF-90 (MBB JF90) 。1981年因為各種理由歐洲戰鬥機計畫遇到重大挫敗，因為法國達梭堅持領導所有的設計，而英國執意用Turbo-Union RB199引擎會優於法國SNECMA M88引擎。這導致英國方面的BAE、MBB和Aeritalia三家公司在1982年自行發展Agile戰術機（ACA）計畫，而ACA非常類似P.110原型機有彎曲的前翼和雙尾翼，主要差異只有側面進氣孔變成下方進氣孔，ACA當然也就採用RB199引擎，英國國防部同意負擔一半總成本其餘一半事後再付，MBB和Aeritalia於是下定決心要生產兩架ACA原型機（兩家公司各負責一架），1983年五月BAE也宣布簽定一紙合約為了驗證ACA的研發成果：稱為『英國航太實驗機計畫』。 
1983年英法意德西開始「未來歐洲戰鬥機」計畫（FEFA），擬定飛機具有短場起降和超視距空戰能力，1984年法國執意航母版和外銷導向的重要性，英德意三國選擇退出，自創新的歐洲戰鬥機計畫。1985-08-02在督林市開會英德意決意加快計畫，同時證明法西兩國被排除於計畫外，九月份法西施壓希望重新加入計畫。之後法國官方宣布不再涉足歐洲戰鬥機計畫，轉而追求他們自己的ACX專案發展陣風戰鬥機。

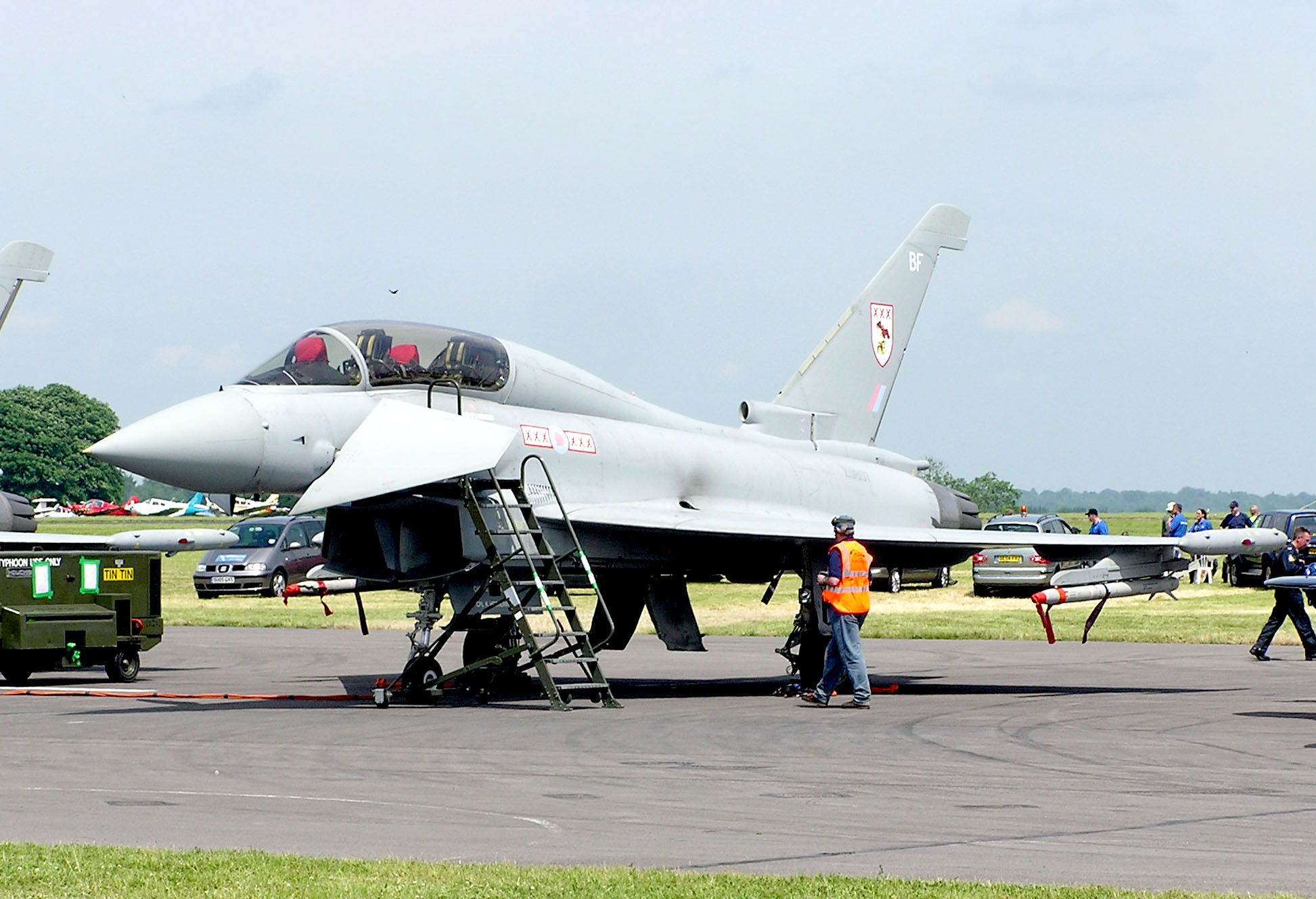
颱風戰鬥機T.1雙座在英國空軍，機身中央陰影處是補助動力裝置的排氣孔

1985年BAE『英國航太實驗機計畫』（EAP，Experimental Aircraft Programme）首飛，接下來五年的設計中歐洲戰鬥機計畫使用了諸多英國航太實驗機計畫的數據資料，最初計畫英國250架、德國250架、意大利165架、西班牙100架，生產產生的就業機會也依此購買比例來分配，BAE公司占33%、Daimler-Benz公司占33%、Aeritalia公司占21%、Construcciones Aeronáuticas SA公司占13%。1986年慕尼黑的檢討會議主軸是引擎的選用，最後決定MTU Aero Engines、ITP、Avio、Rolls-Royce plc四家公司的聯合集團得標，生產EJ200引擎供颱風戰鬥機使用。
1990年選擇雷達時遇到障礙，英意西三國支持Ferranti Defence Systems的ECR-90雷達，德國卻支持基於MSD2000的AN/APG-65雷達（由休斯、AEG、GEC-Marconi聯合研發）最後由英國防部長出面和英國政府簽字擔保ECR-90，和協調GEC與FDS公司的歧見，最後GEC宣布撤回APG-65。
1994年3月27第一架原型機出廠，Messerschmitt-Bölkow-Blohm首席試飛員Peter Weger駕機繞行巴伐利亞，所有分工工作結束，戰鬥機各項參數和生產分工也都確立。最終生產合約在1997年簽定，校正後的機數為英國232架、德國180架、意大利121架、西班牙87架。工作機會分配BAE公司37%、DASA公司29%、Aeritalia公司19.5%、CASA公司14%。

### 成本上漲與延遲
颱風戰鬥機專案成本比原定估價要增加，光英國方面成本就從70億英鎊增為190億英鎊，時程也拖慢54個月。導致最後一批88架的生產計畫可能有問題。1990年後德國政府已对此專案不甚满意，一直在找尋便宜方案以促進歐洲戰鬥機計畫儘快上線服役，德國原本想在1992年七月離開計畫，但不久後所有國家都說好要簽定一份必須完成計畫的義務合約，德國才發現他們已經無法離開了。

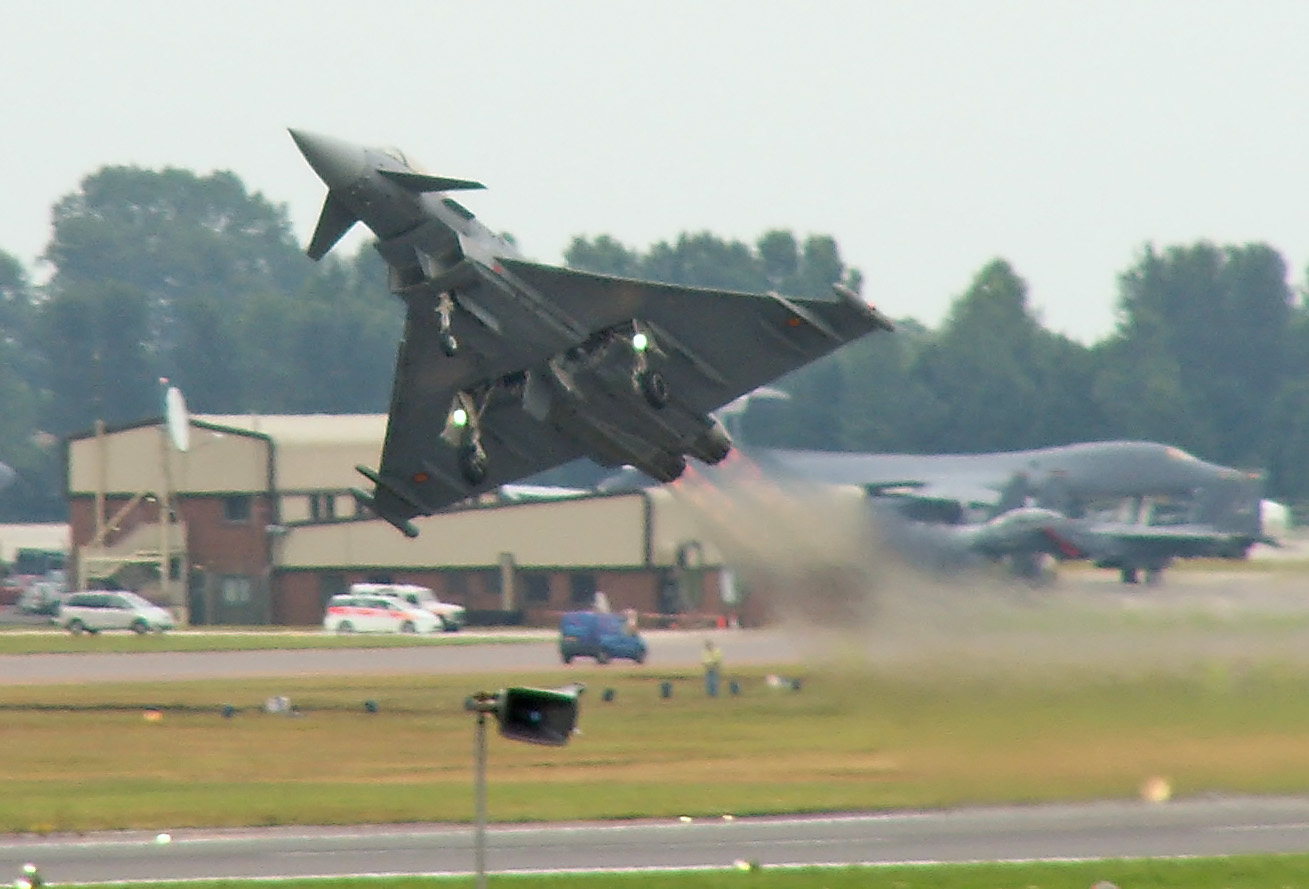
後燃器起飛

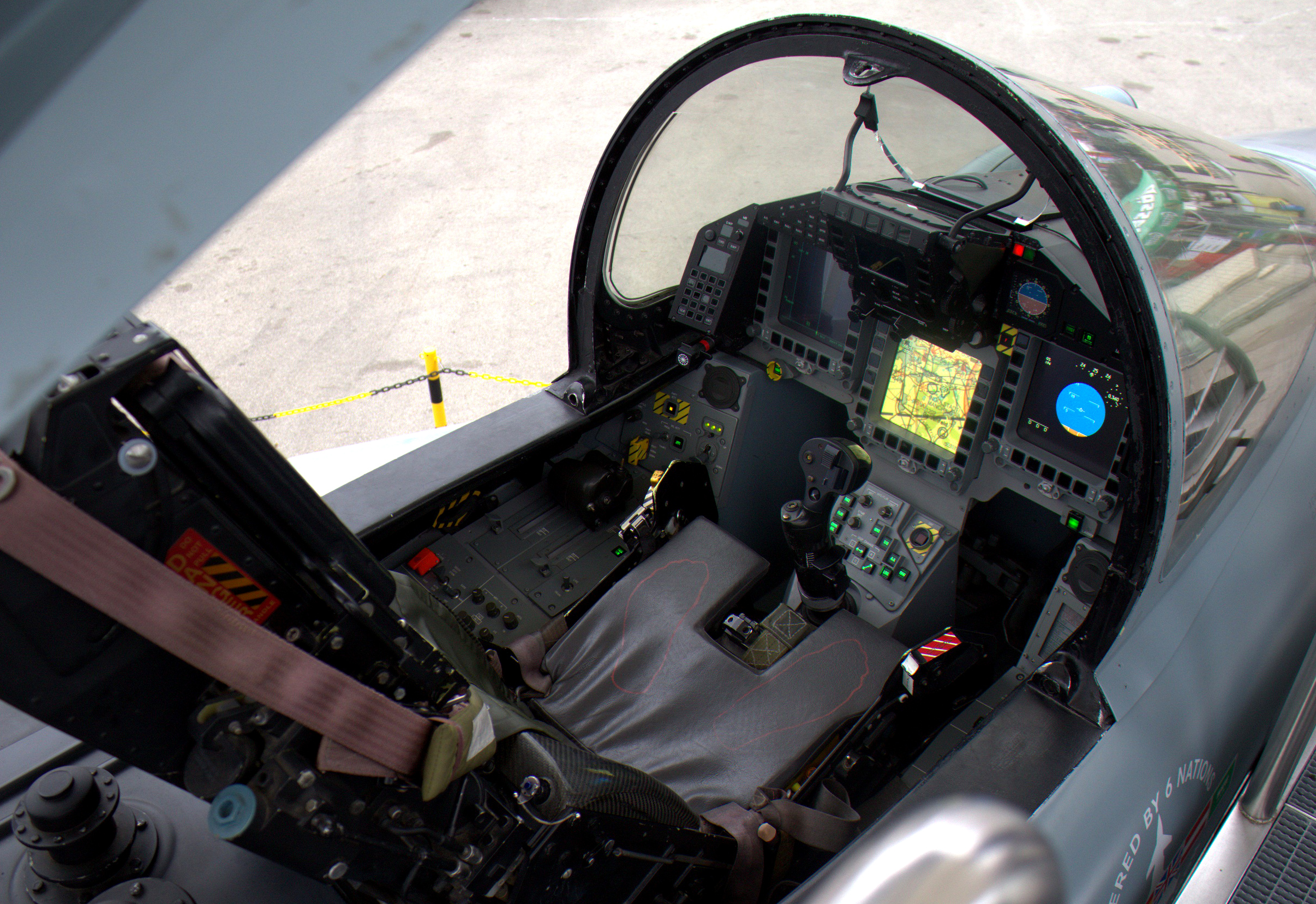
數位儀表

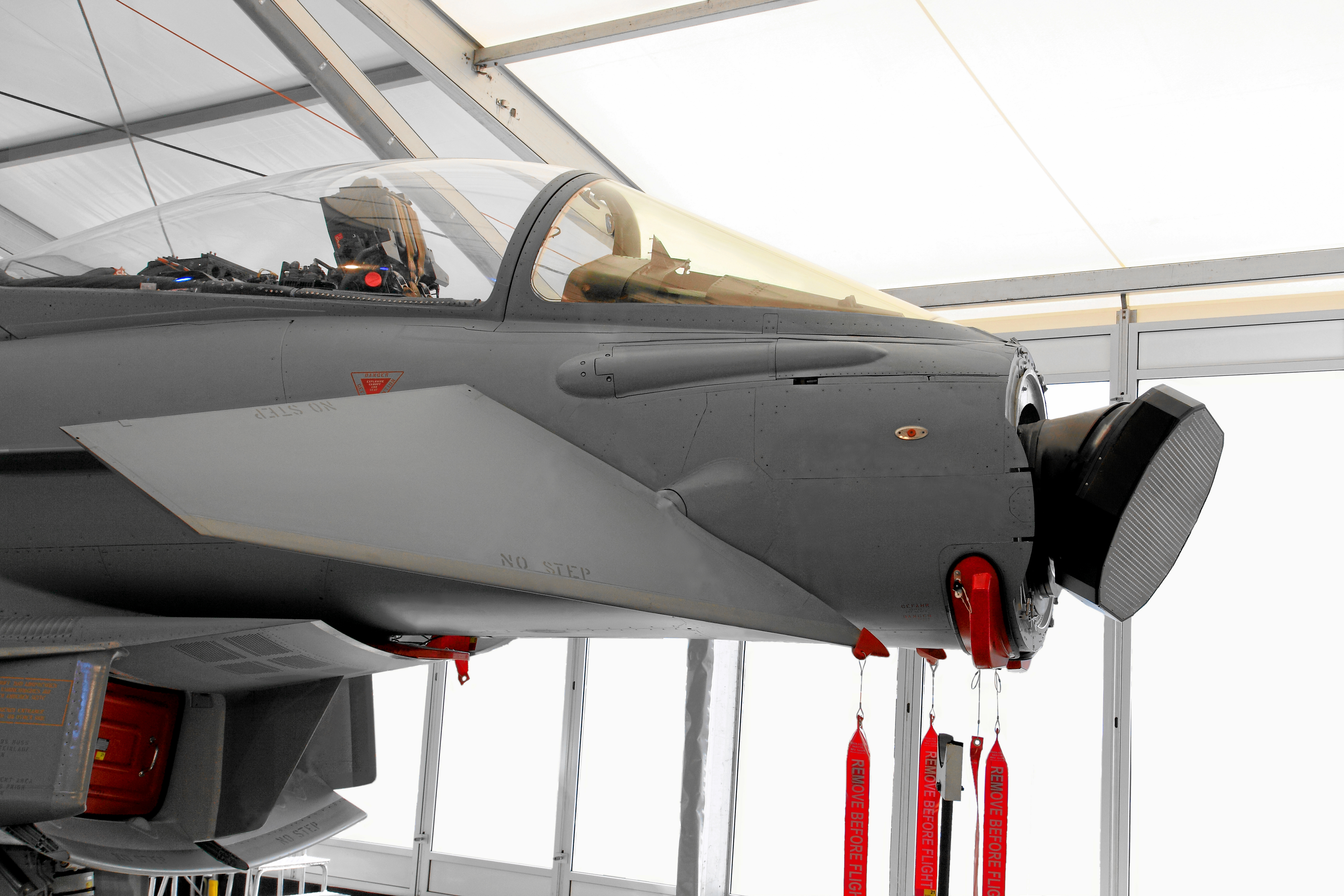
Captor-E AESA雷達

1995年發表了工作機會的分配表，比例是33/33/21/13（英德意西），依照訂購數分配，然而後來所有國家都減低了購量，英國由250改成232、德國由250改到140、意大利165到121、西班牙100到87。工作機會的分配表也隨之改成39/24/22/15（英德意西），然而德國卻不願放棄那麼多工作機會，後來英德展開談判的折衷方案，德國在2012年再訂購40架以換取目前將工作機會調到30%，所以最後是37/30/20/13，所有國各放棄2%給德。
下一個里程碑是1996年的Farnborough航空展，英國正式宣布撥交建造預算，西班牙在十一月跟進，但德國當時因東西德統一的重建預算而傷腦筋所以遲遲未決定預算，後來經過英德間外交斡旋總算1997年七月通過一筆1億馬克的臨時預算繼續專案，之後到了1997十月德國也宣布決定購買颱風。在這一階段颱風遭到諸多複雜因素干擾，有政治、外交、行政上的各種跨國問題和延遲，科技上有一些未成熟技術也拖慢進程。
2002年11月21日一架西班牙雙座原型機DA-6因為引擎問題墜毀，據說是和實驗時標準設定有關，2006年1月16日英國又有一架颱風T-1因為前機輪未放下而使用空氣煞車和反推進緊急著陸，機員無事。該架颱風後來修復後已經回役。
2004德國媒體報導少數德國的颱風戰鬥機規格不符標準，在某一溫度下機槍不能退彈，德軍和歐洲戰鬥機委員會都否認此一消息，隨後歐洲戰鬥機委員會宣布加快生產進程，BAE也決定加快飛行員訓練。2006年11月BAE公司展開了小升級計畫針對第一批生產的43架颱風。
2020年11月5日，德國政府訂購38架具有對地攻擊能力的第4批次颱風戰鬥機，用於更換德國空軍現役的第1批次颱風戰鬥機。

## 生產分工

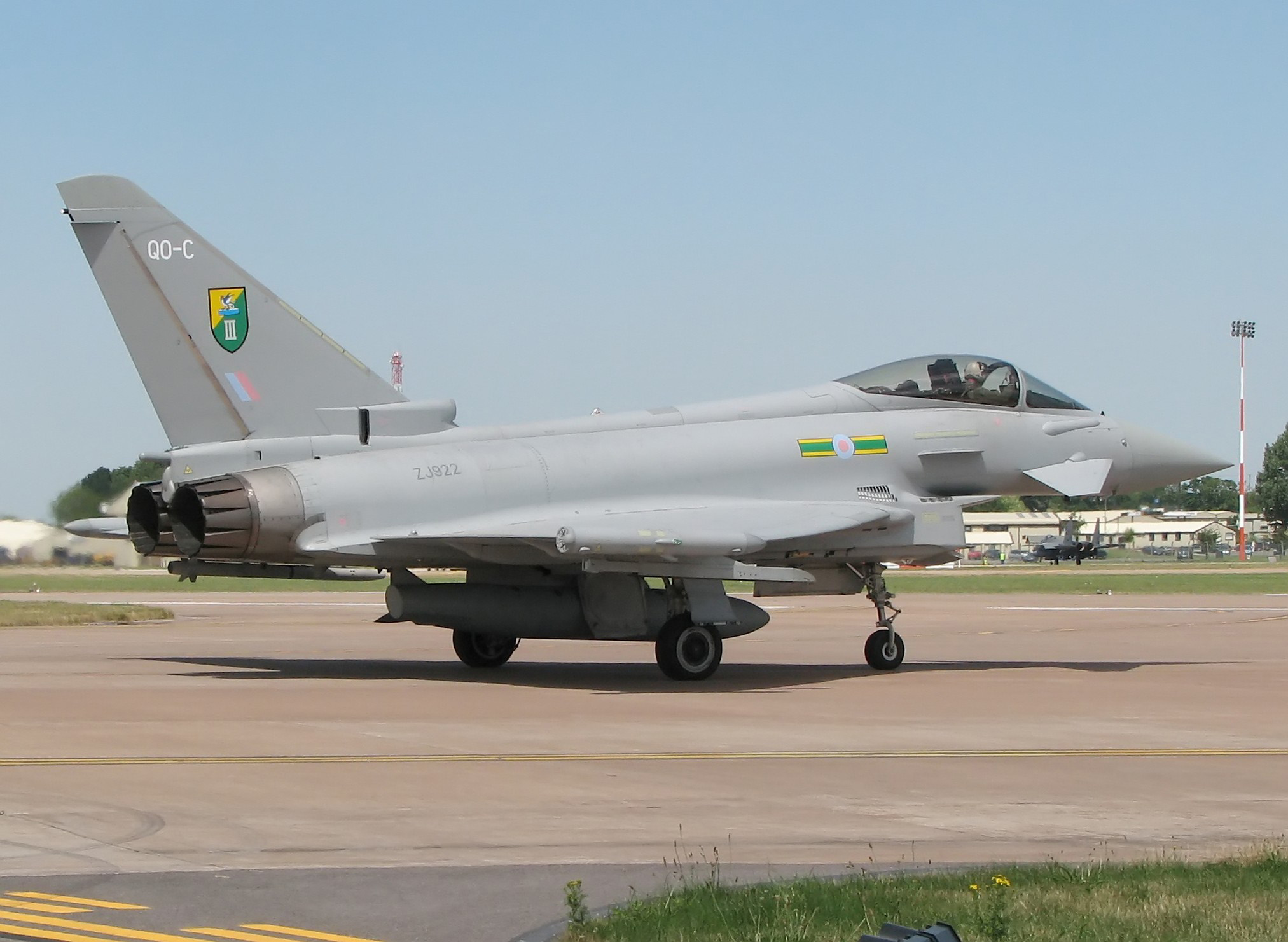
英國皇家空軍颱風F2

颱風戰鬥機與其他現代戰鬥機相比最獨特之處在於有四條不同公司生產線，其各自專精生產一部分零件供所有飛機；最後再負責組裝自己當地國的最終成品飛機。
- 阿萊尼亞：左機翼、外襟副翼、後部機身一段
- 英國航太系統：前機身、座艙罩、背骨、尾翼、內襟副翼、後部機身一段
- 空客集團德國分部：主機身
- 空客集團西班牙分部：右機翼、前緣縫翼

生產分成四批（如表）依照機動追加式生產法，每一批號又再加分檔號（block），例如英國皇家空軍的雙座版是batch 1 block 5（第一批T1第5檔生產）。

### 生產次型
歐洲戰鬥機計畫有三種主要構型，七架原型實驗機（DA），五架標準生產機（IPA）作為系統開發，和最後交貨於各國的量產機。

## 使用國
| 國家         | 第一批 | 第二批 | 第三批 | 第四批 | 第四批+/第五批 | 總數 |
| ------------ | ------ | ------ | ------ | ------ | -------------- | ---- |
| 奥地利       | 15     | 0      | 0      | 0      | 0              | 15   |
| 德国         | 33     | 79     | 31     | 38     | 20             | 201  |
| 義大利       | 28     | 47     | 21     | 0      | 24             | 120  |
| 科威特       | 0      | 0      | 28     | 0      | 0              | 28   |
| 阿曼         | 0      | 0      | 12     | 0      | 0              | 12   |
| 沙烏地阿拉伯 | 0      | 48     | 24     | 0      | 0              | 72   |
| 西班牙       | 19     | 34     | 20     | 20     | 25             | 118  |
| 英国         | 53     | 67     | 40     | 0      | 0              | 160  |
|              | 0      | 0      | 24     | 0      | 0              | 24   |
| 總數         | 148    | 275    | 200    | 58     | 69             | 750  |

- 英国 - 英國皇家空軍 (160)

- 義大利 - 意大利空軍 (120)

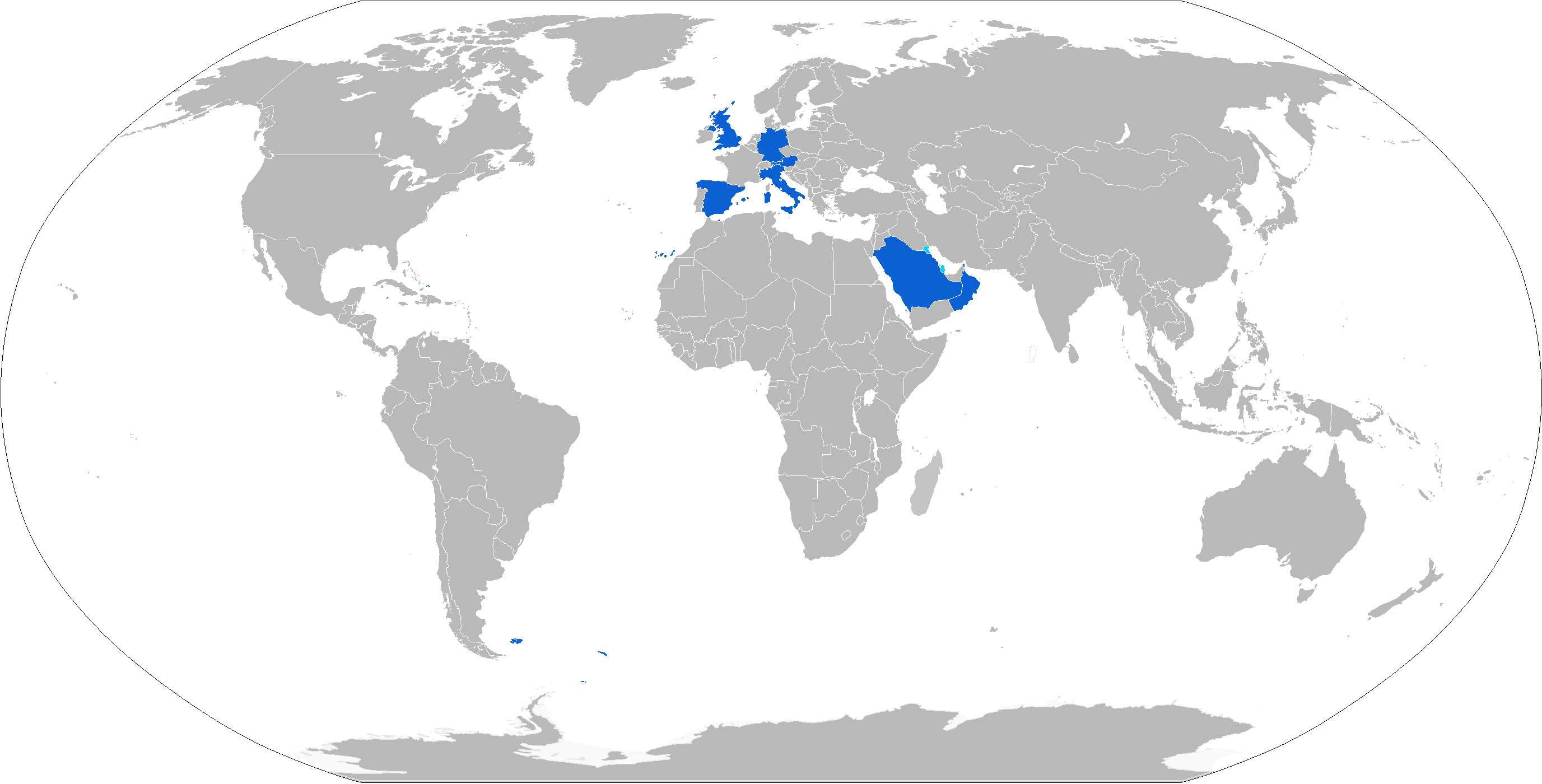
颱風戰鬥機使用國

- 西班牙 - 西班牙空軍 (73+45)[21][22]

- 德国 - 德国空军 (201)

- 奥地利 - 2002年7月2日奧地利宣布購買颱風戰鬥機裝備新空軍，2003年七月一日定案預計買18架，預算還包含機員訓練、地面組員、模擬機、後勤料件、保養費。這一方案已經進入奧地利國會審查。[23]2007年6月，奥地利最终决定装备15架单座第一批次型（Tranche 1），其中的6架为购自德国空军的旧货。奧地利的颱風戰鬥機在2017年7月宣布將在2020年汰除，理由是在後續30年役期還需要50億歐元的維持費用，這筆預算如果以18架（15架單座、3架雙座）單引擎輕型戰鬥機替換的話可以節省20億歐元。未來奧地利將決定以租賃模式取得這批戰鬥機，目前候選者包括F-16與JAS 39，但尚未決定何者勝出。

- 沙烏地阿拉伯 - 經歷韓國和新加坡的失敗促銷後，2006年8月18日沙烏地阿拉伯還是決定購買72架颱風[24]，11月和12月卻傳來沙烏地阿拉伯威脅要購買法國陣風戰鬥機，此舉和英國重大貪污署開始調查BAE公司與沙國歷年的鴿子軍購案有關。[25]但是2006年12月14日重大貪污署宣布停止調查BAE，因為總檢察長認為大眾更關心「國家安全與國際安全」重於潛在可能的貪污案。[26]在記者賈邁勒·卡舒吉（Jamal Khashoggi）被沙烏地特工謀殺以及該國捲入也门内战 (2014年至今)後，德國於2018年對沙烏地實施了武器禁運，阻礙英國和沙烏地阿拉伯在2018年簽署的意向備忘錄中承諾的更多「颱風」的後續訂單[27]。

- 阿曼 - 2008年法茵堡航展，阿曼宣布颱風將會是該國空軍美洲豹攻擊機的潛在候補，同時期的競爭者還有JAS 39，並且在2012年初阿曼還採購了F-16。2012年12月21日，BAE與阿曼共同宣布將採購12架颱風戰鬥機；首架在2017年5月15日出廠交機。

- 科威特 - 2015年9月11日，歐洲戰鬥機宣布與科威特達成購買28架EF2000的協議。[28][29]科威特在2016年1月簽署採購28架“颱風”戰鬥機的協議。作為“颱風”戰鬥機四個合作夥伴國之一的意大利領導了向科威特推銷這種戰鬥機的工作。[30]兩名科威特高級軍事官員周三向《防務新聞》確認了國防大臣哈立德•賈巴赫•薩巴赫將於周日同皮諾蒂簽署“颱風”戰鬥機的合同。其中一名高級官員表示這一決定是因為關於F-18“超級大黃蜂”新機隊採購項目的討論遭到了美國地反復拖延。他表示，“我們渴望採購F-18‘超級大黃蜂’並且用‘超級大黃蜂’和‘颱風’戰鬥機替換現有的F-18機隊。然而，我們不能一直等待美國的批准，需要現在就升級我們的空軍。”

- - 2018年7月，近日由英國政府宣布，與英國航太（BAE Systems）公司的50億英鎊戰鬥機訂單已拍板定案。卡達將採購24架颱風戰鬥機（Typhoon）和9架鷹式教練機（Hawk trainers）[31]。

## 空對空能力

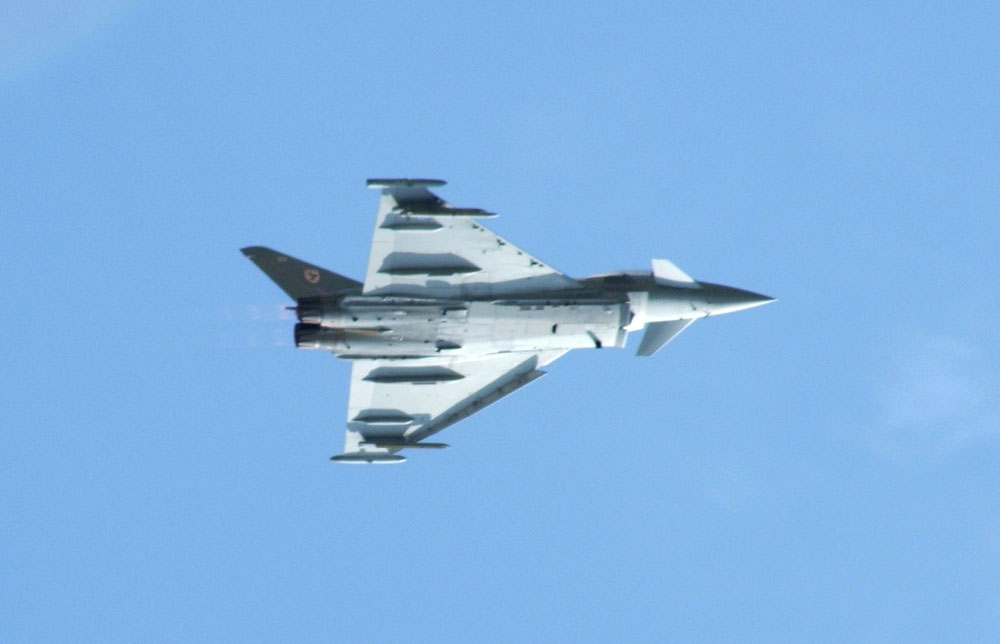
2006年Farnborough航空展上的英國空軍颱風，可看見八個武器掛載點；兩翼各兩個、機腹兩側各兩個

颱風是便於組裝、高效能、匿蹤性、先進航電於一體的多用途戰機，與其他同級戰鬥機相比颱風駕駛艙的人機介面高度智慧化，可以有效減低駕駛員工作量，DASH頭盔顯示器類似於幻象2000和F/A-18，但是更直覺化和有效，較少操作步驟就能達成功能，還加裝了語音辨識輸入可以用口語啟動指令，加快操作流程速度。
颱風作戰效能可以和俄国苏-35、法國陣風戰鬥機並駕齊驅，其『可靠耐用度』評估最為出色，英國防衛評估室的評估結果認為颱風戰力僅次於F-22猛禽戰鬥機。

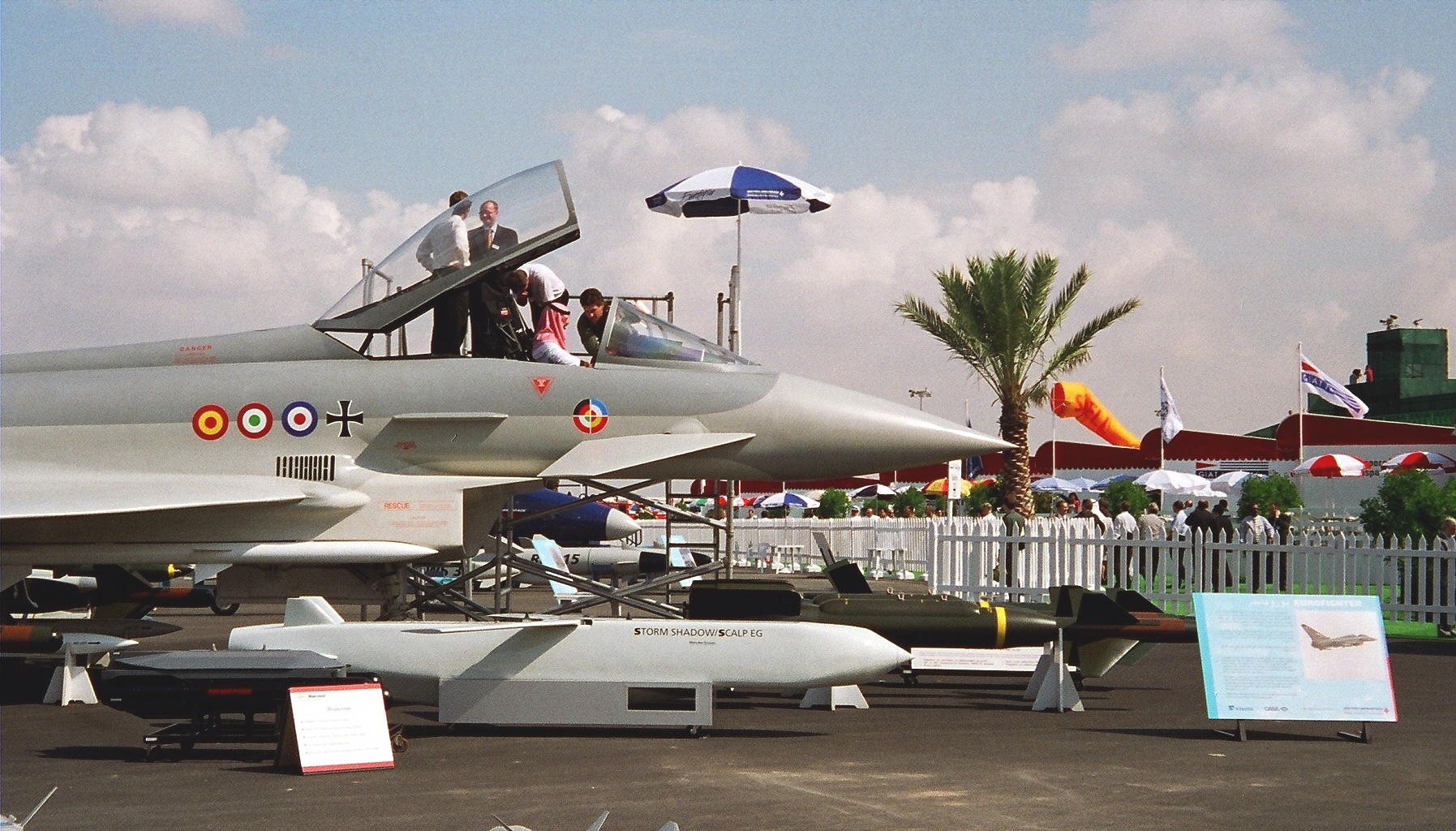
1998年杜拜航空展的颱風戰鬥機原型機，機身上圓型徽章從左至右代表為西班牙、義大利、英國、德國等國的空軍

2005三月美國空軍參謀總長John P. Jumper試乘颱風和F-22後在空軍新聞報表示「颱風雖然先進靈活，但還是很難和F-22作比較，這是兩種不同戰鬥機就像納斯卡盃賽車和F-1賽車相比，各自在自己路上前進，但是設計一開始就是根據不同性能要求的。」
2005七月蘇格蘭太陽報報導，演習證明當一架颱風被兩架F-15E攻擊時他有能力脫困並反擊擊落那兩架F-15E。雖然F-15E是作為對地攻擊機為主，但是還是可以相信在面對F-15C/D型時颱風有能力勝過，因為F-15E的參數相似性和F-15C/D差異不大。
相對而言颱風的匿蹤能力是局部性的，不如F-22追求的完全匿蹤，它被歸類為可用雷達和紅外線偵測到。
機上有被動式的紅外線應答器，可以作為需要導航和降落引導時之用，當然在打開狀態下也就可以被偵測到。
颱風與F-22、YF-23列屬於世界上少数几种可以在不開後燃器的情况下實施超音速巡航的战斗机。台风在機身不掛負載時機身阻力最小，巡航速度理論上可達1.5馬赫，以效能相同來論F-22應該會快一點，因為其武器收在機內比較沒有阻力問題。
颱風採用先進飛機設計概念；極輕度機身（超過70%是複合材料）和先天不安定性設計，配合四重控制系統的人工安定性，這些設計可以使飛機在極高速和極低速下都能飛行。而電腦線傳飛控系統可以讓駕駛員完全不必擔心飛行控制，還能用軟體避免做出超過機體極限的動作，駕駛員可以專心於作戰。
2002年定案用MBDA流星导弹來裝備颱風。2018年12月10日，英國皇家空軍的颱風戰鬥機首次搭載流星導彈執行任務。

## 空對地能力
颱風一開始就規劃為多用途戰機，所以有廣泛的空對地轟炸能力。然而英國空軍需要的是精準轟炸能力，例如由Litening III雷射指標器來引導Paveway II（鋪路2型）導向炸彈。原先的颱風計畫是一廣泛相容的轟炸平台，以適應所有合夥國家的武器，英國的需求一直到Block 5生產型的颱風才被滿足。
新加坡在2005年駁回了購買颱風的申請案，新加坡國防部說：「目前計畫生產中的現成颱風，系統規劃都不合我們的需求」，【Flight】日報報導：其實新加坡方面擔心；颱風戰鬥機的合夥國家無法根據新方調整批次2和批次3的生產時程，因為新加坡想在批次2中加入地面繪製功能，但是目前沒有預算。而第一批根據英國轟炸需求的Block5戰鬥機他們也不想暫時屈就，因為許多功能不合需求。【Flight】日報報導其實新方的評估小組原本偏愛颱風的許多新科技，且印象深刻，但是BAE公司混亂的跨國投標計畫斷送了颱風的機會。
歐洲戰鬥機委員會希望以「彌補空軍的轟炸能力不足」作為賣點訴求，擴大外銷的潛在客戶，並使合夥生產國自己也購買更多。
最新版的空對地攻擊系統軟體「FCS Phase 5」正在測試，該軟體由EADS帶領的小組2006年預定撰寫完成，該軟體將經過所有使用國的嚴峻測試，以確定符合需求。完成這些測試後就可以進入開發合約中指定的最後全功能總測試（FOC），期望中將在未來2007年第一批第五檔（Tranche 1 Block 5）戰鬥機上裝備。
緊接在2005年的操縱測試後，Phase 5軟體測試將排在全功能總測中的航電系統科目（包含新的頭盔顯示）裡執行，將在實戰演習中進行。最後，『北約歐洲戰鬥機和龍捲風戰機管理處』（NETMA）於2005年12月宣布所有測試完成。

## 性能
基本信息
- 机组：1至2名

性能
- 推重比：1.18

武器

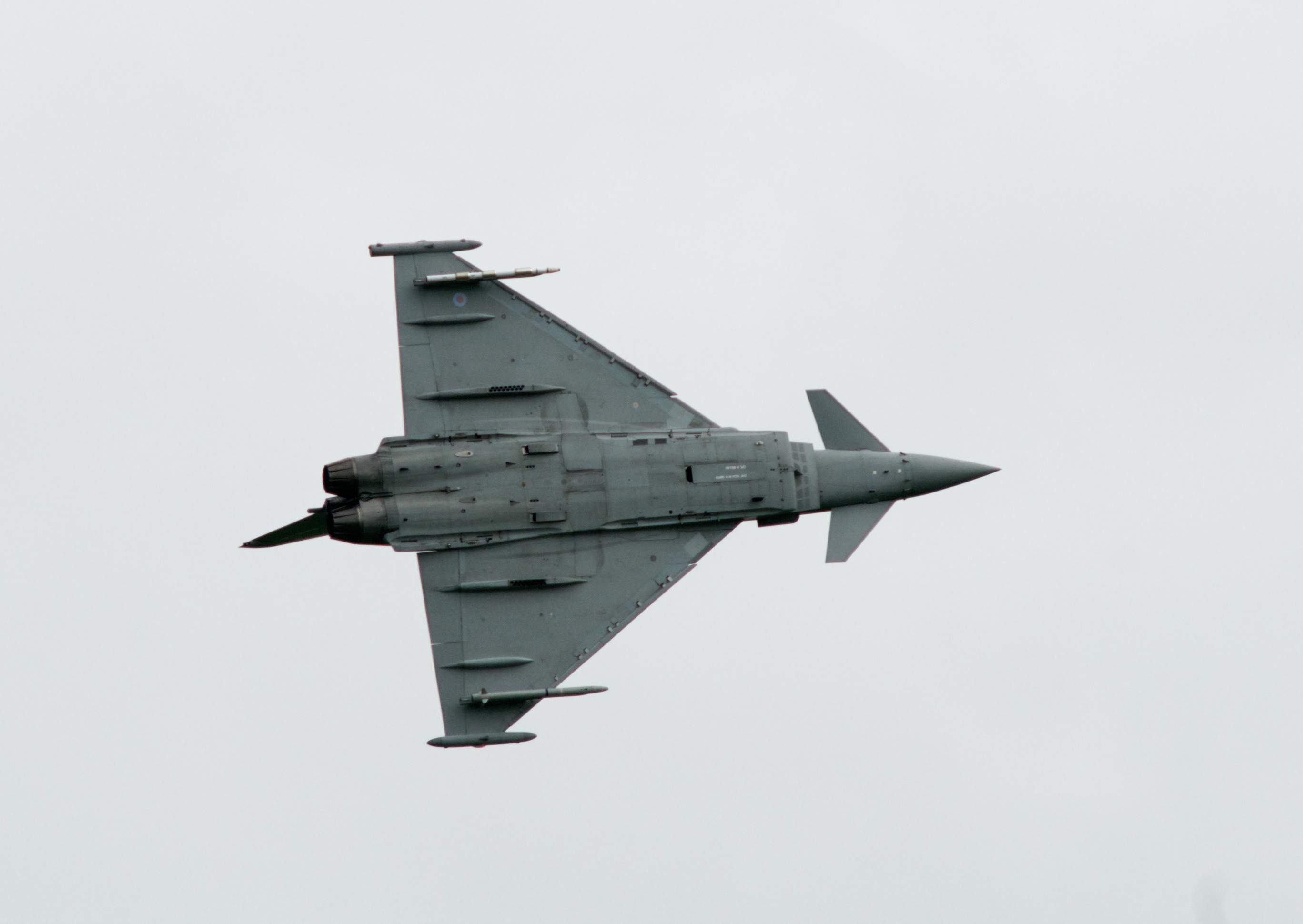
機腹掛架分佈情形

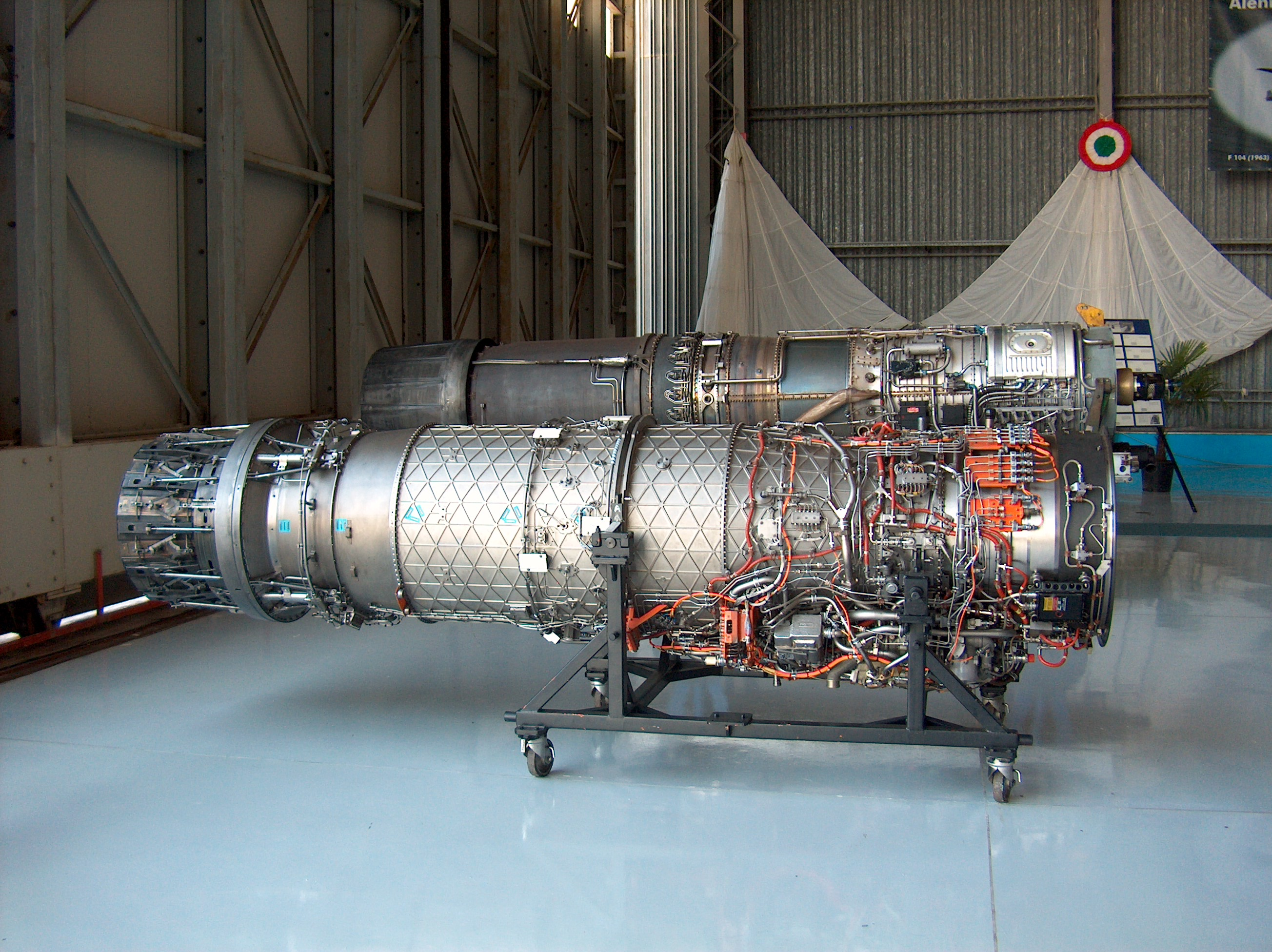
EJ200噴射引擎（前）

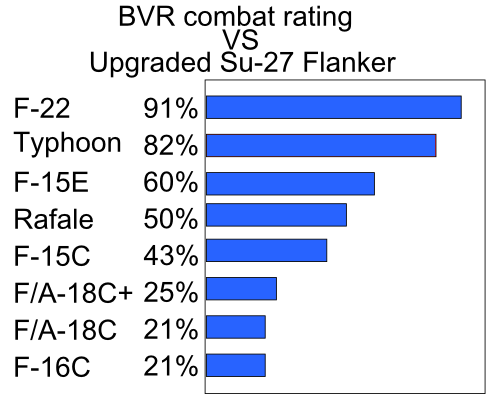
颱風戰鬥機在西方各式戰鬥機對苏-27升級版的BVR獲勝率

- 機砲：1x 27毫米Mauser BK-27機炮
- 空對空導彈：
  - AIM-9 Sidewinder響尾蛇
  - AIM-132進階短程導彈
  - AIM-120進階中程空對空導彈
  - IRIS-T短程空對空飛彈（英语：IRIS-T）
  - 流星飛彈
- 空對地導彈：
  - AGM-88反輻射導彈（未來預計加裝）
  - ALARM反輻射飛彈
  - 暴風影導彈[38]
  - 硫磺石反裝甲導彈（英语：Brimstone (missile)）
  - 金牛座巡弋導彈
  - Marte ER導彈（英语：Sea Killer / Marte）
- 炸彈：
  - 鋪路2型
  - 鋪路3型
  - 加強型鋪路
  - JDAM聯合攻擊炸彈
- 雷射定位荚艙，如LITENING（英语：Litening）荚艙

## 战绩
- 2017年底沙特阿拉伯皇家空軍旗下一架參與介入葉門戰爭的颱風戰鬥機，被胡賽武裝使用地對空飛彈擊落，[39]並將殘骸影片上傳網路，沙特則回應稱確有墜機，但是原因為機械故障墜機。

- 2018年8月7日，西班牙空軍屬下的一架颱風戰鬥機，在愛沙尼亞上空誤射一枚AIM-120導彈[40]，並未造成傷亡，但導彈殘骸無法尋回[41]。

- 2021年12月14日，英国皇家空军的一架FGR4型台风战斗机于叙利亚上空发射了一枚AIM-132先進短程空對空飛彈，击落了一架敵方无人机。此为皇家空军最近70年以来首次在空战中击落敌机。[42]

## 事故
- 2019年6月24日德國2架颱風戰鬥機相撞墜毀梅克倫堡-西波美恩。[43]

## 流行文化
- 在日本科幻动作動畫《蒼色騎士》中，德國空軍基地的颱風戰鬥機被異種同化并作為反派的空戰小兵登場。
- 在美英動作驚悚电影《空中救援》中，兩架颱風戰鬥機在北大西洋為遭受恐怖攻擊的客機護航。
- 在日本空战模拟游戏《皇牌空战》系列中，台风战斗机是可驾驶的机体之一。
- 在法国空战模拟游戏《鹰击长空》系列中，台风战斗机是可驾驶的机体之一。
- 在载具射击游戏《战争雷霆》中，台风战斗机作为德国、英国、意大利空军的八级战斗机，于“风暴来袭”版本中推出。

## 類似機種
- 殲-10戰鬥機
- F-2戰鬥機
- 飆風戰鬥機
- 米格-35戰鬥機
- F/A-18E/F戰鬥機

## 外部連結
- BAE Systems & Eurofighter Typhoon: a showcase of flight capabilities （页面存档备份，存于）
- Official Eurofighter website （页面存档备份，存于）
- The Eurofighter in the Austrian Air Force （页面存档备份，存于）
- Unofficial UK Eurofighter site （页面存档备份，存于）